# NGC 4252
NGC 4252 је спирална галаксија у сазвежђу Девица која се налази на NGC листи објеката дубоког неба.
Деклинација објекта је + 5° 33' 36" а ректасцензија 12h 18m 30,9s. Привидна величина (магнитуда) објекта NGC 4252 износи 14,1 а фотографска магнитуда 14,9. NGC 4252 је још познат и под ознакама UGC 7343, MCG 1-31-45, CGCG 41-76, VCC 289, PGC 39537.